# Сен-Низье-ле-Бушу
Сен-Низье́-ле-Бушу́ (фр. Saint-Nizier-le-Bouchoux) — коммуна во Франции, находится в регионе Рона — Альпы. Департамент — Эн. Входит в состав кантона Сен-Тривье-де-Курт. Округ коммуны — Бурк-ан-Брес.
Код INSEE коммуны — 01380.

## География
Коммуна расположена приблизительно в 340 км к юго-востоку от Парижа, в 85 км севернее Лиона, в 29 км к северу от Бурк-ан-Бреса.
На востоке коммуны протекает река Сан-Морт, а на западе — река Сан-Вив.

## Климат
Климат полуконтинентальный с холодной зимой и тёплым летом. Дожди бывают нечасто, в основном летом.

## Население
Население коммуны на 2010 год составляло 703 человека.
| 1962  | 1968 | 1975 | 1982 | 1990 | 1999 | 2010 |
| ----- | ---- | ---- | ---- | ---- | ---- | ---- |
| 1 025 | 886  | 743  | 657  | 625  | 546  | 703  |

## Администрация
| Период | Период | Фамилия      | Партия                         | Примечания                             |
| ------ | ------ | ------------ | ------------------------------ | -------------------------------------- |
| 1977   | 2001   | Жан Пепен    | Союз за французскую демократию | сенатор, президент генерального совета |
| 2001   | 2020   | Валери Гюйон | Союз за народное движение      |                                        |

## Экономика
В 2010 году среди 390 человек трудоспособного возраста (15—64 лет) 270 были экономически активными, 120 — неактивными (показатель активности — 69,2 %, в 1999 году было 69,8 %). Из 270 активных жителей работали 246 человек (143 мужчины и 103 женщины), безработных было 24 (13 мужчин и 11 женщин). Среди 120 неактивных 30 человек были учениками или студентами, 44 — пенсионерами, 46 были неактивными по другим причинам.

## Достопримечательности
- Ферма Бурбон. Исторический памятник с 1944 года.[4]
- Церковь Св. Антония.

## Фотогалерея

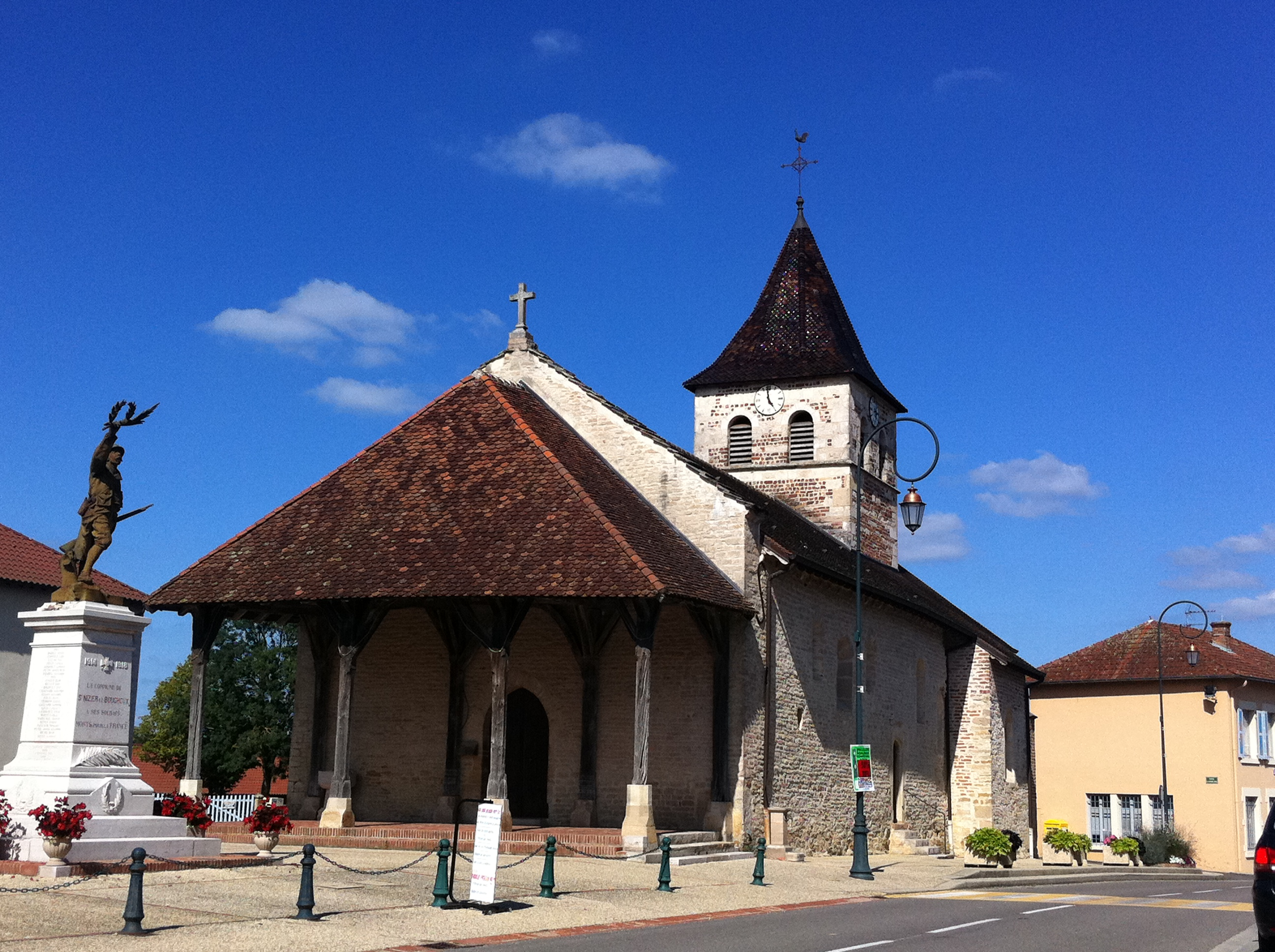
Церковь Св. Антония и военный мемориал
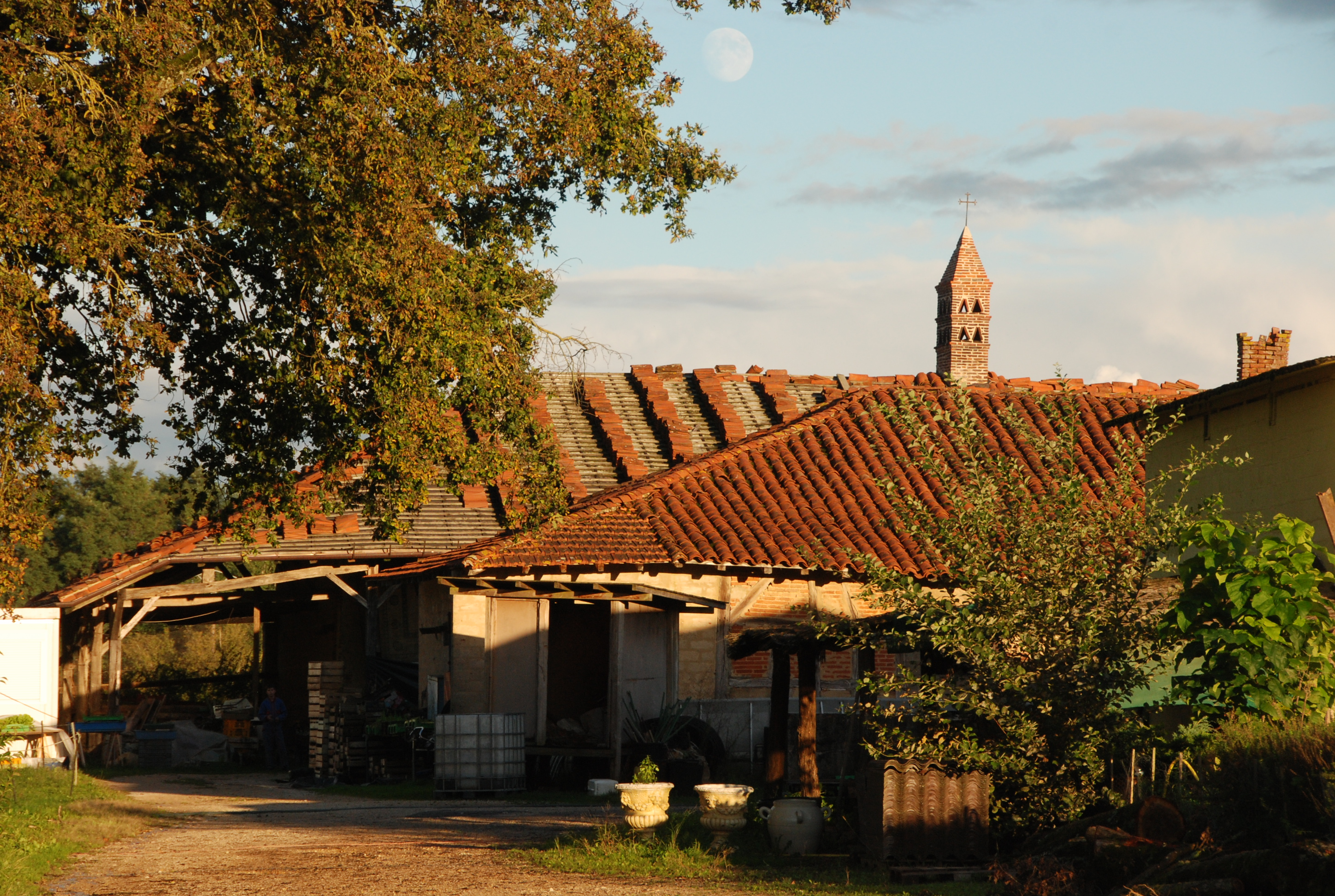
Ферма Бурбон
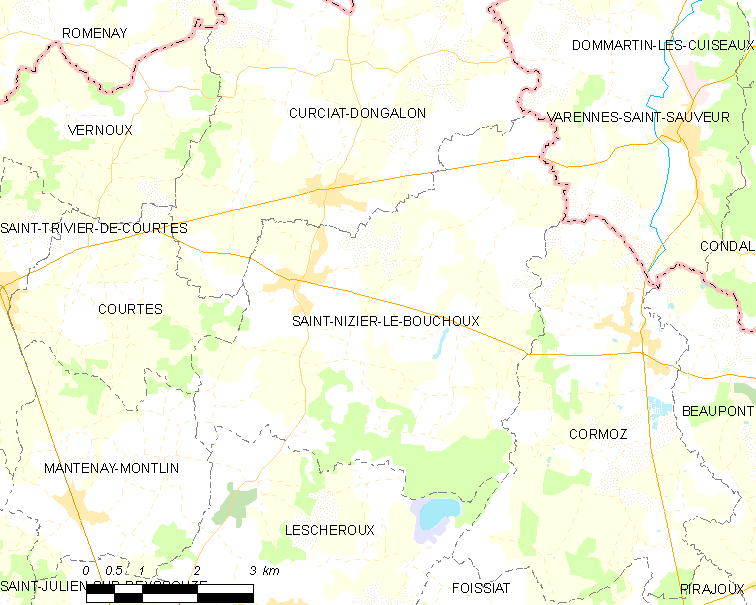
Карта коммуны